# کلوئی ایکس هلی
کلوئی ایکس هلی (انگلیسی: Chloe x Halle) یک گروه‌دوتایی آراندبی معاصر اهل ایالات متحده آمریکا است که از خواهران کلوئی و هلی بیلی تشکیل شده‌است. در جوانی، خواهران قبل از مهاجرت از آتلانتا به لس آنجلس در نقش‌های جزئی بازیگری بازی می‌کردند. در سال ۲۰۱۲. این دو نفر شروع به ارسال بازخوانی موسیقی به یوتیوب کردند و این دو بعداً توسط بیانسه کشف و مربی آنها شد.